# Рохлин, Дмитрий Герасимович
Дмитрий Герасимович Рохлин (при рождении Давид Гершонович Рохлин; 7 (20) марта 1895, Двинск, Витебская губерния — 1981, Ленинград) — советский рентгенолог, радиолог, палеопатолог, доктор медицинских наук, профессор, член-корреспондент Академии медицинских наук СССР, основатель научной школы в области остеопатологии, палеопатологии и рентгенодиагностики заболеваний костей и суставов.

## Биография
Родился 7 марта (по старому стилю) 1895 года в Двинске, в семье купца Гершона Израилевича Рохлина (1861—?), уроженца Шклова, и Фрейды Янкелевны Рохлиной (в девичестве Беринштейн, 1867—?), родом из Двинска. Семья жила на Постоялой улице № 30/32, угол Офицерской, 58. Его брат Израиль Гершонович Рохлин, кандидат права, был купцом в Санкт-Петербурге. В 1919 году окончил медицинский факультет Казанского университета. Работал врачом-терапевтом и педиатром в Минске и Варшаве, в 1923 году перешёл в Центральный рентгенорадиологический и раковый институт в Ленинграде, где до 1941 года заведовал  ренттенодиагностическим отделением и лабораторией рентгеноостеологии, рентгеноантропологии и патологии костей и суставов. 
В годы Великой Отечественной войны Рохлин был главным рентгенологом ряда эвакогоспиталей, военврач I ранга (подполковник медицинской службы). Награждён орденом Отечественной войны 1-й степени (1946), орденом Красной Звезды (1945) и медалями. С 1945 по 1972 год заведовал кафедрой рентгенологии и радиологии 1-го Ленинградского медицинского института им. И. П. Павлова, где создал музей нормальной и патологической остеологии и палеопатологии. С 1973 года Рохлин стал консультантом кафедры.
Рохлину принадлежит более 300 научных работ, посвящённых изучению строения костей и суставов, их возрастным особенностям, а также вопросам эволюции патологических процессов костной системы. В книге «Болезни древних людей», первой монографии по палеопатологии в СССР, по костным останкам некоторых исторических личностей он установил возможные причины их смерти, условия труда и быта, перенесённые травмы. Рохлиным разработаны принципы диагностики заболеваний костей и суставов, в особенности остеомиелита.
Умер в декабре 1981 года. Похоронен на Комаровском кладбище рядом с женой — художником, учёным-микробиологом и биохимиком, доктором биологических наук Эмилией Яковлевной Рохлиной (урождённой Вальтман, 1898—1976).

## Награды
- Орден Отечественной войны I степени[8][9]
- Орден Красной Звезды[8]

## Сочинения
- Костная система при эндокринных и конституциональных аномалиях. JI.— М., 1931.
- Возрастные особенности костной системы, ч. 1—2 (совместно с Э. Е. Левенталем). Л., 1933—1934.
- Рентгенодиагностика заболеваний суставов, ч. 1 — 3, Л., 1939—1941.
- Кости и суставы в рентгеновском изображении. Туловище, Л., 1952, Голова, Л., 1955, Конечности, Л., 1957.
- Болезни древних людей. М.—Л., 1965.
- Лёгочные сегменты в рентгеновском изображении в норме и патологии. Л., 1966.
- Ионизирующее излучение в диагностике и лечении рака щитовидной железы (совместно с В. П. Задворновой). Л., 1972.